# Vinil klorid
Vinil klorid je organski klorid, katerega formula je H2C=CHCl. Prav tako ga imenujejo vinil klorid monomer, VCM ali kloroeten. Ta brezbarvna spojina je zelo pomembna, uporabljajo jo za izdelavo polimera polivinil klorida (PVC). Letno ga proizvedejo 13 milijard kilogramov. Je plin s sladkim vonjem, ki je strupen, vnetljiv in rakotvoren.

## Zgodovina
Leta 1835, ga je prvič izdelal Justus von Liebig in njegov študent Henri Victor Regnault. Pridobila sta ga s prečiščenjem 1,2-dikloroetana z raztopino kalijevega hidroksida v etanolu. Leta 1912, je nemški kemik Frans, ki je delal za Griesheim-elektron, patentiral sredstvo za proizvodnjo vinil klorida iz acetilena in vodikovega klorida z živosrebrovim kloridom kot katalizatorjem. Medtem, ko je bila ta metoda pogosto uporabljena v letu 1930 in 1940 na zahodu, pa je bila nadomeščena z bolj ekonomičnimi procesi na osnovi etilena v Združenih državah Amerike in Evropi. To je še vedno glavni način proizvodnje na Kitajskem.

## Proizvodnja
Vinil klorid se proizvaja v velikem obsegu. Približno 31.100.000 ton je bilo proizvedenih v letu 2000. Obstajata dve metodi za njegovo proizvodnjo: hidrokloriranje acetilena in dehidrokloriranje 1,2 dikloroetana.

### Podrobnosti proizvodnje etilen diklorida
Približno 95 % vinil klorida se proizvede z integriranim nizom reakcij, ki se začnejo s klorom, etilenom in zrakom. Dva procesa se uporabljata za ustvarjanje 1,2-dikloroetana (EDC).

#### Neposredno kloriranje
EDC je pripravljen z reakcijo etilena in klora, v navzočnosti železovega (III) klorida kot katalizatorja. Reakcija je eksotermna:
CH2=CH2 + Cl2 → ClCH2-CH2Cl
Ta proces je zelo selektiven, ker ima za produkt zelo čist EDC in visoke donose. Kakorkoli, preden EDC vstopi v proces proizvodnje vinil klorida, morajo biti odstranjeni vsi katalizatorji in vlaga.

#### Oksikloriranje
Tovarne za proizvodnjo vinil klorida iz recikliranega HCl uporabljajo postopek   oksikloriranja, se pravi reakcijo etilena s kisikom in vodikovim kloridom nad katalizatorjem bakrovim(II) kloridom:
CH2=CH2 + 2HCl + ½O2 → ClCH2-CH2Cl + H2O
Reakcija je  zelo eksotermna.
Zaradi relativno nizke cene etilena v primerjavi z acetilenom, je bila večina vinil klorida, ki nastane pri tej tehniki, proizvedena že od leta 1950. To je kljub manjšemu izkoristku nižja produkcija čistosti in višji stroški za ravnanje z odpadki. Stranski produkti oksikloridne reakcije se lahko povrnejo kot surovina za proizvodnjo kloriranih topil. Eden od koristnih stranskih produktov pri oksikloriranju je lokalni anestetik etil klorid.

#### Toplotno razpadanje
Pri segrevanju do 500 °C pri tlaku 15-30 atm (1,5 do 3 MPa) EDC razpade v vinil klorid in brezvodni vodikov klorid:
ClCH2-CH2Cl → CH2=CHCl + HCl
Reakcija toplotnega razpadanja je zelo endotermna in se običajno izvaja v termoelektrarnah na grelnikih. Čeprav sta čas in temperatura pod strogim nadzorom, se proizvede velika količina stranskih proizvodov klorovega ogljikovodika. V praksi je EDC pretvorba razmeroma nizka (50-60 %). Peč odpadne vode se takoj izklopi s hladnim EDC-jem, da ustavi nezaželene stranske reakcije. Nastala zmes gre potem v čistilni sistem. Za nekatere postopke uporabljajo sistem vpojnega topila za ločevanje HCl iz zmesi kloriranih ogljikovodikov, medtem ko drugi procesi uporabljajo ohlajen kontinuiran destilacijski sistem.

#### Ravnanje z odpadki
Zaradi okoljskih razlogov, kisli vodni odpadni tok obdelajo tako, da odstranijo organske spojine in ga nevtralizirajo, preden ga lahko pošljejo iz obrata skozi "izliv". Izliv je nadzorovani tok odpadne vode, ki mora biti v skladu s standardom jedrske elektrarne. Nekaj zelo nevarnih odpadkov nastane pri obnovitvi izdelka vinil klorida. Ti odpadki zahtevajo specializirane postopke. Odpadki pogorijo na samem kraju v gorilnikih za nevarne odpadke, le te so tudi predmet strogih standardov.

### Proizvodnja iz acetilena
Acetilen reagira s suhim plinom  klorovodika preko živosrebrovega klorida kot katalizator, da dobimo vinil klorid:
C2H2 + HCl → CH2=CHCl
Reakcija je eksotermna in zelo selektivna. Izdelekova čistost in donos sta običajno zelo visoki.
Ta industrijska pot do vinil klorida je bila pogosta, preden je etilen postal zelo razširjen. Ko so se proizvajalci vinil klorida preusmerili na uporabo termičnega razpada EDC, kot je opisano zgoraj, so nekateri uporabljali stranski produkt HCl sočasno v povezavi z acetilensko osnovno enoto. Nevarnosti skladiščenja in odpreme acetilena pomeni, da je za vinilkloridovo zmogljivost potrebno, da se nahaja v neposredni bližini acetilena.

### Skladiščenje
Vinil klorid je shranjena kot tekočina. Pogosto so zabojniki za skladiščenje za izdelke vinil klorida visoke zmogljivosti. Ta področja imajo v notranjosti notranjo in zunanjo sfero. Nekaj centimetrov praznega prostora ločuje notranjost prostora od zunanje sfere. Ta nična območja med področji očistimo z inertnim plinom kot je npr. dušik.  V primeru, če bi vinil klorid puščal iz notranje sfere, bi čisti dušikov plin zapustil prazen prostor, da preide skozi analizator, ki je namenjen odkrivanju napak. Če vinil klorid začne puščati iz notranje sfere ali če se odkrije požar na površini, se vsebina sfere avtomatično vrže v podzemen zaboj za shranjevanje, ki je namenjen za shranjevanje v sili.

## Uporaba
Vinil klorid je kemični, vmesni in ne končni izdelek. Zaradi nevarne narave vinil klorida, za zdravje ljudi ni končnih izdelkov, ki uporabljajo vinil klorid monomera v svoji obliki. Polivinil klorid je zelo stabilen, shranljiv in niti približno tako nevaren kot monomer.
Vinil klorid tekočina je hrana polimerizacije reaktorjev, kjer se pretvorijo iz monomera v polimer PVC. Končni produkt polimerizacije je PVC v dveh oblikah. V teh oblikah je PVC prodan podjetjem, ki s pomočjo toplote in kalupov predelajo PVC v končne izdelke, kot so PVC cevi in steklenice. Več deset milijard kilogramov PVC-ja prodajo na svetovnem trgu vsako leto.
Do leta 1974 je bil vinil klorid uporabljan v obliki potisnega aerosolovega razpršila. Pred odstranitvijo vinil klorida iz laka za lase je akumulacija vinilkloridove pare v frizerskih salonih presegla NOAEL (brez opaznega škodljivega učinka) izpostavljenosti smernic.
Vinil klorid se je za kratek čas uporabljal kot inhalacijski anestetik, v podobnem slogu etilni klorid, čeprav se je bila zaradi njegove strupenosti prisiljena ta praksa opustiti.

## Ogenj in eksplozije
OSHA seznami vinil klorida se uvrščajo v razred vnetljivih tekočin IA, s pomočjo National Fire Protection Association Flammability Rating 4. Zaradi svojega nizkega vrelišča, bo VCM  tekočina izhlapela v trenutku (tj. autorefrigerate) ob njegovi sprostitvi v atmosferski tlak. Izpareli del se bo oblikoval v gost oblak (več kot dvakrat težji bo od okoliškega zraka). Tveganje za kasnejše eksplozije ali požare je pomembno. Po OSHA je plamenišče vinil klorida -78 °C (-108 °F). Njene meje vnetljivosti na zraku so: manjši volumen 3,6% in zgornji obseg 33,0%. Požar lahko sproščajo strupen vodikov klorid (HCl) in ogljikov monoksid (CO).
Vplivi in zdravje
Skoraj ves vinil klorid se uporablja za proizvodnjo polimerov, predvsem polivinil klorida.
Hepatotoksičnost vinil klorida je dokazana že od leta 1930, ko je industrija PVC, bila le v svojih začetnih fazah. V začetnih študijih o nevarnostih vinil klorida, ki jih je objavila Patty leta 1930, je razkrila, da je kratkoročna izpostavljenost poskusnih živali z visokim odmerkom vinil klorida povzročila okvare jeter.  Leta 1949 je ruski publicist Tribukh obravnaval ugotovitve, da je vinil klorid povzročil poškodbo jeter med delavci. Leta 1954 je Rex Wilson, strokovna direktorica in William McCormick, industrijski higienik in toksikolog, oba BF Goodrich Chemical sta objavila članek, ki je navedel, da je bilo znano da vinil klorid povzroči poškodbo jeter pri kratkoročni izpostavljenosti, vendar pa skoraj nič ni znanega o njegovih dolgoročnih učinkih. Navedli so tudi, da morajo biti dolgoročne študije toksičnosti na živalih opravljene da zapolnijo praznino informacij. Študija je opozorila, da če kemikalija ni upravičila stroške testiranja in njegovih neželenih učinkov na delavce in so bili javnosti znani, kemikalije ne bi smelo biti.  Leta 1963 sta Lester in Greenberg objavila članek in v njem poročala svoje ugotovitve, iz raziskave sta bila plačana v okviru dela Allied Chemical. Tudi onadva sta odkrila poškodbe jeter pri poskusnih živalih, pri katerih je bila izpostavljenosti pod 500 delcev na milijon (ppm).  Leta 1963, je romunski raziskovalec Suciu, objavil svoje ugotovitve o bolezni jeter pri delavcih vinil klorida. Leta 1968, sta Mutchler in Kramer, 2 Dow-ova raziskovalca, poročala o svojih ugotovitvah, da je posledica izpostavljenosti nizka raven, kot je npr. 300 ppm poškodba jeter pri delavcih vinil klorida, kar potrjujejo prejšnji podatki o živalih in pri ljudeh.  Leta 1969, na Japonskem, je predstavitev P. L. Viola, evropskega raziskovalca, ki je delal za evropsko industrijo vinil klorida pokazala "vsak monomer, ki se uporablja v proizvodnji VC je nevaren ... razne spremembe so bile ugotovljene v kosteh in jetrih. Še posebej je potrebno veliko več pozornosti nameniti jetrnim spremembam. Ugotovitve pri podganah po koncentraciji 4-10 ppm, so prikazane na slikah. " Glede na ugotovljene poškodbe jeter pri podganah z izpostavljenostjo le 4-10 ppm vinil klorida je Viola dodal, da je "želel varnostne ukrepe, ki se izvajajo v proizvodnih obratih polimerizacije vinil klorida, kot je znižanje mejne vrednosti prisotnih monomerov. "  Leta 1970 je Viola poročal, da so poskusne živali izpostavljene 30.000 ppm vinil klorida razvile rakaste tumorje. Viola je začel raziskovati vzroke za poškodbe jeter in kosti, ki so jih odkrili pri delavcih vinil klorida. Ugotovitev Viole je leta 1970 bila "rdeča zastava" za B.F. Goodrich in industrijo. Leta 1972 je Maltoni, druga italijanska raziskovalka za evropsko industrijo vinil klorida ugotovila, da tumorji jeter nastanejo že pri kratkoročni vinil kloridni izpostavljenosti, kot npr. 250 ppm za štiri ure na dan.
V poznih 1960, rak, na katerega so vse študije opozarjale, se je končno pokazal tudi na samih delavcih. John Creech, iz B.F. Goodrich je odkrili angiosarkom (zelo redka oblika raka) v jetrih delavca, v tovarni B.F. Goodrich v Louisville, Kentucky. 23. januarja 1974, je BF Goodrich obvestila vlado in izdala sporočilo za javnost, v katerem je navedeno, da je bilo "ugotovljeno, da so bile smrti zaradi raka treh zaposlenih v polivinil kloridovi dejavnosti, v tovarni v Louisville, Ky povezane s poklicnim vzrokom. " Od takrat pa res ni dvoma, da vinil klorid povzroča angiosarkom na jetrih, kar je bilo dokazano pri študijah na živalih in iz izkušenj delavcev. 
Poročilo, iz leta 1997, za Z.D.A. Center za nadzor in preprečevanje bolezni (CDC) razkriva, da razvoj in sprejetje v industriji PVC zaprtega kroga procesa polimerizacije v poznih 1970 "skoraj popolnoma izloči delavčevo izpostavljenost" in "da so novi primeri angiosarkoma jeter pri delavcih bili praktično odpravljeni. "
V skladu z ameriško agencijo za varstvo okolja (EPA), "emisije iz vinil klorida, polivinil klorida (PVC), etilen diklorida (EDC) in monomera vinil klorida (VCM) rastline povzročijo ali prispevajo k onesnaževanju zraka na tak način, da se lahko pričakuje povečanje umrljivosti ali povečanje resnih, neozdravljivih  ali onesposobljujočih, ozdravljivih bolezni. Vinil klorid je znana rakotvorna snov, ki povzroči redkega raka na jetrih ".  Leta 2001, je EPA posodobila toksikološke profile in povzetek ocene zdravje za VCM v svojem integriranem informacijskem sistemu o tveganjih (IRIS), baza podatkov zmanjšuje dejavnik tveganja za prejšnjo EPA oceno s faktorjem 20 in zaključuje, da "zaradi doslednih dokazov za raka na jetrih pri vseh raziskavah ... in šibkejša združenja drugih strani, je bilo sklenjeno, da so jetra najbolj občutljiva ter zaščita pred rakom na jetrih bo zaščitila proti možnemu nastanku raka v drugih tkivih. "
Leta 1998 je serija sprednjih strani v Houston Chronicle trdila, da vinil industrija manipulira s študijami vinil klorida, da bi se izognili odgovornosti izpostavljanju delavcev in da skrivajo obsežne in hudo razlite kemikalije v lokalni skupnosti.  Ponovno testiranje skupnosti prebivalcev, v letu 2001 s strani agencije ZDA za strupene snovi in register bolezni (ATSDR) jim je pokazala stopnje dioksina, podobne tistim, primerljivi skupnosti v Louisiani in prebivalstva v ZDA. Stopnja raka v skupnosti je bila v povprečju podobna stopnjama v Louisiani in ZDA. 